# Rodolfo Biagi
Pour les articles homonymes, voir Biagi.
Rodolfo Biagi, né le 14 mars 1906 à Buenos Aires et mort le 24 septembre 1969 à Buenos Aires, est un pianiste, compositeur et chef d'orchestre argentin de tango qui commence sa carrière musicale en jouant de la musique d'accompagnement pour des films muets. C'est là qu'il est découvert par le chef d'orchestre de tango Juan Maglio Pacho.
En tant que pianiste de tango, il joue avec de nombreux orchestres, dont l'orchestre de Juan d'Arienzo de 1935 à 1938, et est souvent partiellement crédité du développement du style rythmique d'Arienzo. Il forme ensuite son propre orchestre et les qualités rythmiques particulières de sa musique sont aisément reconnaissables dans l'importance donné au piano et l'usage de syncopes très accentuées. Avec cet orchestre il accompagne de nombreux chanteurs, parmi lesquels on peut citer Alberto Lago, Alberto Amor (es), Carlos Acuña, Carlos Saavedra, Carlos Heredia, Carlos Almagro et Hugo Duval, ce dernier jusqu'à la dissolution de l'orchestre.. 